# Idiocnemis pruinescens
Idiocnemis pruinescens – gatunek ważki z rodziny pióronogowatych (Platycnemididae).